# Molossus
Molossus is een geslacht van zoogdieren uit de familie van de bulvleermuizen (Molossidae). De wetenschappelijke naam van het geslacht werd in 1805 gepubliceerd door Étienne Geoffroy Saint-Hilaire.

## Soorten
Er worden 16 soorten in dit geslacht geplaatst:
- Molossus alvarezi González-Ruiz, Ramírez-Pulido, & Arroyo-Cabrales, 2011
- Molossus aztecus de Saussure, 1860
- Molossus bondae J. A. Allen, 1904
- Molossus coibensis J. A. Allen, 1904
- Molossus currentium O. Thomas, 1901
- Molossus fentoni Loureiro, B. K. Lim, & Engstrom, 2018
- Molossus fluminensis Lataste, 1891
- Molossus melini Montani et al., 2021
- Molossus molossus (Pallas, 1766) – Huisvleermuis
- Molossus nigricans G. S. Miller, 1902
- Molossus paranaensis Caraballo et al., 2024
- Molossus pretiosus G. S. Miller, 1902
- Molossus rufus É. Geoffroy Saint-Hilaire, 1805 – Zwarte fluweelvleermuis
- Molossus sinaloae J. A. Allen, 1906
- Molossus tropidorhynchus J. E. Gray, 1839
- Molossus verrilli J. A. Allen, 1908